# Thyge Thygesen
Niels Thyge Baunsgaard Thygesen (16. marts 1904 i København – 17. januar 1972 sammesteds) var en dansk operasanger (tenor).
Debut i 1933 på Det Kongelige Teater som Lorenzo i Aubers Fra Diavolo. Frem til 1958 Det kgl. Teaters førende tenor i roller som Don José i Bizets Carmen, Walther i Wagners Mestersangerne i Nürnberg og Gustav III i Verdis Maskeballet. Efterspurgt i udlandet, optrådte på operascener i Buenos Aires, Paris og Milano. Kongelig kammersanger i 1946, Ridder af Dannebrog 1948 og Ridder af 1. grad 1955. Gift med operasangerinden Margherita Flor og far til Marianne Flor.
Han er begravet på Søllerød Kirkegård.